# Broughton (Illinois)
Broughton é uma vila localizada no estado americano de Illinois, no Condado de Hamilton.

## Demografia
Segundo o censo americano de 2000, a sua população era de 193 habitantes. 
Em 2006, foi estimada uma população de 191, um decréscimo de 2 (-1.0%).

## Geografia
De acordo com o United States Census Bureau tem uma área de 
5,0 km², dos quais 5,0 km² cobertos por terra e 0,0 km² cobertos por água. Broughton localiza-se a aproximadamente 115 m acima do nível do mar.

## Localidades na vizinhança
O diagrama seguinte representa as localidades num raio de 20 km ao redor de Broughton. 